# 生田耕作
生田 耕作（いくた こうさく、1924年（大正13年）7月7日 - 1994年（平成6年）10月21日）は、日本のフランス文学者、評論家。京都大学名誉教授。雅号に「双蓮居」「鷹峰閑人」「敗荷」ほか。

## 来歴・人物
京都祇園出身。曽祖父は、富山県と岐阜県境の平家谷、五箇山（現在、世界遺産の富山県南砺市五箇山）上平村、の初代村長・生田長四郎。
1947年大阪外事専門学校（現・大阪大学外国語学部）フランス科卒、1950年京都大学文学部仏文科卒。
フランス異端文学の紹介に努め、自らの著作を出版するプライベートプレス（私家版出版）「奢灞都館」（さばとやかた、「サバト館」と記される場合もあり）を監修、多くの著作を残した。
三島由紀夫は『小説とは何か』で、生田耕作のバタイユ訳を絶賛。1960年代、セリーヌの「夜の果ての旅」を翻訳出版。反戦主義に徹し、澁澤龍彦らと共に学生紛争世代の若者の象徴的存在として、社会に大きな影響を与えた。1972年には思潮社『別冊現代詩手帖 泉鏡花特集』を編集、戦後、文学界の埒外に置かれていた泉鏡花再評価の大きな流れを作った。また別に晩年には、山崎俊夫や山田一夫、木水彌三郎など忘れられた名文学者の復権に努める。
ジャーナリズムに迎合する文芸界に愛想を尽かし、澁澤、土方巽ほか多くの盟友と袂を分かち、東京ジャーナリズムと距離を置き、関西を拠点に独自の活動を始めた。
1980年代にはサバト館より出版した『バイロス画集』が猥褻図画容疑で横浜地検に摘発されたが、多くの著名人を巻き込んで大論争となり「ワイセツではなく芸術…芸術なぜ悪い」と訴え続け勝訴。しかし、この事件で京都大学と意見が対立、自ら大学教授の職を辞する。また、京都府が打ち出した、鴨川を掘り下げ上流にダムを建設するという改修計画に対して激しく反論。京都の伝統的景観の保全を訴え、改修計画を断念させるなど、生涯孤高の姿勢を貫いた。
古書収集家としても知られ、次男・生田敦夫と共に収集を続けた泉鏡花コレクションは、点数の多さとクオリティーの高さが大きく評価されている。2004年（平成16年）に「生田コレクション」として全点、金沢市の泉鏡花生家跡にある泉鏡花記念館に収まる。
江戸後期の漢詩にも精通し、晩年は「日本文化研究会」を主催、柏木如亭ほか多くの漢詩人や画家の研究に努める。
最晩年、無機質な大病院での延命治療を拒否し、自宅（洛北鷹峰、光悦寺近く）にて療養する。1994年10月21日、前立腺癌の転移により、親族や弟子たちに見守られ他界。生前最後の言葉は、無言の昏睡状態から容態が悪化、急遽訪れた医師に対し、逝去数時間前の渾身の力を振り絞って語った「もうこれ以上、私を生かすための処置は結構です。先生、本当にありがとうございました」。享年70。墓所は京都市北区鷹峰の常照寺（吉野太夫の墓所）。命日は「鴨東忌」と呼ばれる。

## 家族
生田耕作の前妻で、長男・文夫、二男・敦夫の実母・章子は、日本画家で、秋野不矩に師事。生田の後妻・かをるは、最晩年まで「奢灞都館」の活動を引き継いでいた。
長男・生田文夫は翻訳家・著述家。次男・生田敦夫は製本装丁家・古文化財、美術工芸品保存修復師・著述家。
弟の萩原貞二郎は翻訳家。その娘（生田にとっては姪）の生田智恵子は出版・編集グループ「エディシオン・アルシーヴ」に関わっていた。智恵子の夫に、フランス神秘思想研究者の田中義広。

## 主な著作

### 著作
- 『るさんちまん』（人文書院） 1975
- 『ダンディズム：栄光と悲惨』（中央公論社） 1980、中公文庫 1999
- 『黒い文学館』（中央公論社） 1981、中公文庫 2002
- 『紙魚巷談』（倒語社） 1984
- 『鴨川風雅集』（京都書院） 1990
- 『生田耕作評論集成 第一巻 超現実の方向へ』（奢霸都館） 1991
- 『無削除改訂版 バイロス画集』第Ⅰ・Ⅱ集（編集、奢霸都館） 1992
- 『生田耕作評論集成 第二巻 文人を偲ぶ』（奢霸都館） 1992
- 『生田耕作評論集成 第三巻 異端の群像』（奢霸都館） 1993
- 『卑怯者の天国 - 生田耕作発言集成』（人文書院） 1993
- 『フランスの愛書家たち』（編著、奢霸都館） 1993
- 『洛中洛外漢詩紀行』（坂井輝久と共著、人文書院） 1994
- 『クノップフの世紀：絵画と魔術』（奢霸都館） 1995
- 『生田耕作評論集成 第四巻 滅びの文学』（奢霸都館） 1996
- 『鏡花本今昔』（奢霸都館） 1999

### 翻訳
- 『第二の顔』（La Belle Image、マルセル・エーメ、世界大ロマン全集：東京創元社） 1957、創元推理文庫 1972、のち新版
- 『世界の果てにつれてって』（ブレーズ・サンドラール、東京創元社） 1960
  - 改訳：竹内書店 1969、福武文庫 1988、ちくま文庫 2022
- 『夜の果てへの旅』（セリーヌ、中央公論社、世界の文学42） 1964
  - 改訳：中公文庫（上下） 1978、改版 2003 新版2021
- 『マキャヴェリ』（マルセル・ブリヨン、高塚洋太郎共訳、みすず書房） 1966
- 『葬儀』（ジャン・ジュネ、河出書房新社、人間の文学） 1967
  - 改訳：河出海外小説選 1980、新版1987、河出文庫 2003
- 『地下鉄のザジ』（レーモン・クノー、中公文庫） 1974、改版 2021
- 『聖餐城』（ベルナール・ノエル、河出書房新社、今日の海外小説） 1974
- 『愛書狂』（以下の編訳、白水社） 1980、新版1995、平凡社ライブラリー 2014
「愛書狂」（G・フローベール）
「稀覯本余話」（A・デュマ）
「ビブリオマニア」（Ch・ノディエ）
「愛書家地獄」（Ch・アスリノー）
「愛書家煉獄」（A・ラング）
評論「フランスの愛書家たち」（A・ラング）
- 『女と人形 - 西班牙狂想曲 -』（ピエール・ルイス、奢霸都館、ピエール・ルイス作品集3） 1984
  - 新版：晶文社、アフロディーテ双書 2003。中条省平解説
- 『リュクサンブール公園の戦争』（ブレーズ・サンドラール、奢霸都館） 1985
- 『ビリチスの唄』（Chansons de Bilitis、ピエール・ルイス、奢霸都館） 1986
- 『黄金 - ヨハン・アウグスト・サッター将軍の不可思議な物語』（ブレーズ・サンドラール、白水社） 1986
- 『イレーヌ』（ルイ・アラゴン、奢霸都館） 1987、白水Uブックス 1989
- 『深紅のカーテン』（Le rideau cramoisi、バルベー・ドールヴィリー、奢霸都館） 1987
- 『生田耕作コレクション』（全5巻、白水社） 1988-1989
1「眼球譚・マダムエドワルダ」バタイユ
2「聖餐城」ベルナール・ノエル
3「女と人形」ピエール・ルイス
4「世界の果てまで連れてって！」サンドラール
5「地下鉄のザジ」レーモン・クノー
- 『超現実主義宣言』（アンドレ・ブルトン、奢霸都館） 1994、中公文庫 1999
- 『黄昏のウィーン』[2]（Les harmonies Viennoises、ジャン・カスー、アルフォンス・イノウエ挿画、奢霸都館） 2000

ジョルジュ・バタイユ
- 『マダム・エドワルダ』（Madame Edwarda、ジョルジュ・バタイユ、河出書房新社、人間の文学） 1967
  - 新版『眼球譚／マダム・エドワルダ』講談社文庫 1976
  - 『マダム・エドワルダ』角川文庫 1976、改訳版1992
- 『聖なる神 ジョルジュ・バタイユ著作集』二見書房 1971
  - 『聖なる神　三部作』二見書房 1996
- 『眼球譚　太陽肛門／供犠／松毬の眼 著作集』二見書房 1972
- 『不可能なもの 著作集』二見書房 1975
- 『呪われた部分 著作集』二見書房 1984
- 『初稿 眼球譚』（ジョルジュ・バタイユ、河出書房新社） 1977、河出文庫 2003
- 『太陽肛門』（ジョルジュ・バタイユ、奢霸都館） 1985

ピエール・ド・マンディアルグ
- 『黒い美術館』（ピエール・ド・マンディアルグ、白水社、新しい世界の短編） 1968
  - 改訳『黒い美術館 - マンディアルグ短編集』（白水社、白水Uブックス） 1989
- 『余白の街』（マンディアルグ、河出書房新社） 1970
- 『ボナ わが愛と絵画』（マンディアルグ、新潮社、叢書 創造の小径） 1976
- 『オートバイ』（La Motocyclette、マンディアルグ、白水社、世界の文学） 1979、白水Uブックス 1984
- 『燠火 - マンディアルグ短編集』（マンディアルグ、白水社） 1979、白水Uブックス 1989
- 『ビアズレーの墓 - 支那風ダンディ』（マンディアルグ、奢霸都館） 1981
- 『閉ざされた城の中で語る英吉利人』（L'Anglais décrit dans le château fermé、ピエール・モリオン[3]、ハンス・ベルメール挿画、奢覇都館） 1981、新版1989
  - 新版『閉ざされた城の中で語る英吉利人』（金子國義挿画、中公文庫） 2003
- 『狼の太陽 - マンディアルグ短編集』（ピエール・ド・マンディアルグ、白水社） 1987、白水Uブックス 1989
- 『ポムレー路地』（マンディアルグ、奢霸都館） 1988